# Candidatures Alternatives del Vallès
Les Candidatures Alternatives del Vallès (CAV) és una associació que engloba partits de l'esquerra alternativa del Vallès Occidental.
L'agrupació parteix de l'autonomia de les diverses organitzacions com a grups locals arrelats a la realitat més propera, però que troben punts d'unió en els seus plantejaments alternatius i en les problemàtiques globals que han d'afrontar i que van més enllà del municipi de cada un dels grups. Tot i que inicialment es conforma per Alternativa Ciutadana per Rubí, Alternativa d'Esquerres per Badia, L'Altraveu per Castellar, Compromís per Cerdanyola, Compromís per Ripollet, Entesa per Sabadell i Esquerra Alternativa de Barberà.

## Història
Des del 2002, diverses candidatures de l'esquerra alternativa del Vallès Occidental tracten de coordinar esforços per a elaborar i oferir propostes alternatives al model territorial, polític, social, urbanístic i ecològic que s'imposa en la comarca del Vallès Occidental. Es va presentar en públic l'abril del 2007 per concórrer a les eleccions municipals d'aquell any, on van aconseguir 14 regidors. També es va presentar a les eleccions municipals espanyoles de 2011, on pujà fins a 16 regidors en municipis del Vallès Occidental.
A les eleccions municipals del 24 de maig de 2015 les CAV es presentaren sota la coalició de Poble Actiu (PA) i obtingueren 41.660 vots i 45 regidors, guanyant les eleccions a Ripollet com a Decidim Ripollet (9) i esdevenint primera força de l'oposició a Badia com a Alternativa d'Esquerres per Badia (5), Cerdanyola com a Compromís per Cerdanyola (5) i Sant Cugat com a CUP-Procés Constituent (4). Entrant, a més, als consistoris de Sabadell com a Crida per Sabadell (4), a Castellar del Vallès com a Decidim Castellar (4), a Barberà en que Esquerra Alternativa per Barberà-CUP es presentà amb Junts per Barberà (4), Rubí com a Alternativa d'Unitat Popular (3) Matadepera com a CUP (1), Montcada i Reixac com a CUP (1), Palau-Solità i Plegamans com a CUP (1), Sant Llorenç Savall com a CUP (2), Santa Perpètua de Mogoda com a CUP (1) i Terrassa com a CUP (1). I, finalment, aconseguint 5 representants al Consell Comarcal.
A les eleccions municipals espanyoles de 2019 la coalició de candidatures es va digregar i algunes candidatures van formar part del paraigua de CUP-Amunt, i Decidim Ripollet i Totes fem Badia es van presentar pel seu compte.